# Nazionale femminile di pallavolo del Kenya
La nazionale femminile di pallavolo del Kenya è una squadra africana composta dalle migliori giocatrici di pallavolo del Kenya ed è posta sotto l'egida della Federazione pallavolistica del Kenya.

## Rosa
Segue la rosa delle giocatrici convocate per i Giochi della XXXIII Olimpiade.
| N° | Nome              | Ruolo | Data di nascita   | Squadra               |
| -- | ----------------- | ----- | ----------------- | --------------------- |
| 1  | Esther Mutinda    | P     | 21 aprile 1996    | Kenya Commercial Bank |
| 2  | Veronica Oluoch   | S     | 5 giugno 1999     | Paniōnios             |
| 3  | Pamella Owino     | S     | 26 settembre 2001 | Kenya Pipeline        |
| 4  | Leonida Kasaya    | S     | 10 ottobre 1993   | Kenya Pipeline        |
| 5  | Sharon Chepchumba | O     | 26 ottobre 1998   | Kenya Commercial Bank |
| 6  | Belinda Barasa    | C     | 28 aprile 2001    | Kenya Commercial Bank |
| 7  | Emmaculate Misoki | P     | 6 giugno 2003     | Kenya Pipeline        |
| 8  | Trizah Atuka      | C     | 14 aprile 1992    | Kenya Pipeline        |
| 11 | Loice Simiyu      | O     | 20 agosto 2001    | Kenya Pipeline        |
| 13 | Juliana Namutira  | S     | 15 maggio 1999    | Kenya Commercial Bank |
| 15 | Lorine Kaei       | S     | 8 ottobre 1999    | Kenya Prisons         |
| 16 | Agripina Kundu    | L     | 24 aprile 1993    | Kenya Pipeline        |
| 19 | Edith Mukuvilani  | C     | 20 luglio 1994    | Kenya Commercial Bank |

## Risultati

### Competizioni FIVB
| 1964 | non qualificata | -            |
| 1968 | non qualificata | -            |
| 1972 | non qualificata | -            |
| 1976 | non qualificata | -            |
| 1980 | non qualificata | -            |
| 1984 | non qualificata | -            |
| 1988 | non qualificata | -            |
| 1992 | non qualificata | -            |
| 1996 | non qualificata | -            |
| 2000 | 11º posto       | Convocazioni |
| 2004 | 11º posto       | Convocazioni |
| 2008 | non qualificata | -            |
| 2012 | non qualificata | -            |
| 2016 | non qualificata | -            |
| 2020 | 12º posto       | Convocazioni |
| 2024 | 12º posto       | Convocazioni |

| 1952 | non qualificata | -            |
| 1956 | non qualificata | -            |
| 1960 | non qualificata | -            |
| 1962 | non qualificata | -            |
| 1967 | non qualificata | -            |
| 1970 | non qualificata | -            |
| 1974 | non qualificata | -            |
| 1978 | non qualificata | -            |
| 1982 | non qualificata | -            |
| 1986 | non qualificata | -            |
| 1990 | non qualificata | -            |
| 1994 | 16º posto       | Convocazioni |
| 1998 | 14º posto       | Convocazioni |
| 2002 | 23º posto       | Convocazioni |
| 2006 | 23º posto       | Convocazioni |
| 2010 | 21º posto       | Convocazioni |
| 2014 | non qualificata | -            |
| 2018 | 20º posto       | Convocazioni |
| 2022 | 19º posto       | Convocazioni |

| 1973 | non qualificata | -            |
| 1977 | non qualificata | -            |
| 1981 | non qualificata | -            |
| 1985 | non qualificata | -            |
| 1989 | non qualificata | -            |
| 1991 | 12º posto       | Convocazioni |
| 1995 | 11º posto       | Convocazioni |
| 1999 | non qualificata | -            |
| 2003 | non qualificata | -            |
| 2007 | 12º posto       | Convocazioni |
| 2011 | 12º posto       | Convocazioni |
| 2015 | 10º posto       | Convocazioni |
| 2019 | 11º posto       | Convocazioni |
| 2023 | non qualificata | -            |

### Competizioni CAVB
| 1976 | non qualificata | -            |
| 1985 | non qualificata | -            |
| 1987 | non qualificata | -            |
| 1991 | 1º posto        | Convocazioni |
| 1993 | 1º posto        | Convocazioni |
| 1995 | 1º posto        | Convocazioni |
| 1997 | 1º posto        | Convocazioni |
| 1999 | non qualificata | -            |
| 2001 | non qualificata | -            |
| 2003 | 2º posto        | Convocazioni |
| 2005 | 1º posto        | Convocazioni |
| 2007 | 1º posto        | Convocazioni |
| 2009 | non qualificata | -            |
| 2011 | 1º posto        | Convocazioni |
| 2013 | 1º posto        | Convocazioni |
| 2015 | 1º posto        | Convocazioni |
| 2017 | 2º posto        | Convocazioni |
| 2019 | 2º posto        | Convocazioni |
| 2021 | 2º posto        | Convocazioni |
| 2023 | 1º posto        | Convocazioni |

### Competizioni zonali
| 1978 | non qualificata | -            |
| 1987 | 2º posto        | Convocazioni |
| 1991 | 1º posto        | Convocazioni |
| 1995 | 1º posto        | Convocazioni |
| 1999 | 1º posto        | Convocazioni |
| 2003 | 3º posto        | Convocazioni |
| 2007 | 3º posto        | Convocazioni |
| 2011 | 3º posto        | Convocazioni |
| 2015 | 1º posto        | Convocazioni |
| 2019 | 1º posto        | Convocazioni |
| 2024 | 3º posto        | Convocazioni |

### Competizioni estinte
| 1993 | non qualificata | -            |
| 1994 | non qualificata | -            |
| 1995 | non qualificata | -            |
| 1996 | non qualificata | -            |
| 1997 | non qualificata | -            |
| 1998 | non qualificata | -            |
| 1999 | non qualificata | -            |
| 2000 | non qualificata | -            |
| 2001 | non qualificata | -            |
| 2002 | non qualificata | -            |
| 2003 | non qualificata | -            |
| 2004 | non qualificata | -            |
| 2005 | non qualificata | -            |
| 2006 | non qualificata | -            |
| 2007 | non qualificata | -            |
| 2008 | non qualificata | -            |
| 2009 | non qualificata | -            |
| 2010 | non qualificata | -            |
| 2011 | non qualificata | -            |
| 2012 | non qualificata | -            |
| 2013 | non qualificata | -            |
| 2014 | 25º posto       | Convocazioni |
| 2015 | 21º posto       | Convocazioni |
| 2016 | 20º posto       | Convocazioni |
| 2017 | non qualificata | -            |

| 2018 | non qualificata | -            |
| 2019 | non qualificata | -            |
| 2022 | non qualificata | -            |
| 2023 | 6º posto        | Convocazioni |
| 2024 | 5º posto        | Convocazioni |